# Большая Лещенка (Мстиславский район)
Большая Лещенка — деревня в Мстиславском районе Могилёвской области Белоруссии. Входит в Красногорский сельсовет.
Название Большая Лещенка деревня получила от фамилии поляка пана Лещинского, который управлял в данной местности белорусскими крестьянами в XIX веке. До образования деревни в этом лесу располагались хутора по несколько домов-семей, кирпичные цоколя, которых можно встретить до сих пор. Рядом с деревней протекает река Вихра и расположены несколько озёр. Дома в деревне вплоть до XXI века в основном — бревенчатые срубы, отапливаемые дровами. В каждом дворе своя баня, хлев, конюшня, погреб. Жители занимаются сельским хозяйством: выращивают картофель, свёклу, морковь, кукурузу, лён, держат коров, свиней, баранов, коз, кур, гусей, уток, лошадей.
Во времена Второй мировой войны многие жители отправились на защиту Родины, многие не вернулись. Нацисты оккупировали деревню.
В послевоенное время жители работали в колхозах, сдавали молоко своих коров. После распада СССР наблюдается отток молодых людей в крупные города. Всё больше подворий оказываются брошенными.